# Château de Mayenne
Le château de Mayenne est une ancienne résidence carolingienne du Xe siècle, bâtie sous le règne de Charles le Simple, et remaniée à plusieurs reprises, qui se dresse sur la commune française de Mayenne dans le département de la Mayenne, en région Pays de la Loire.
Palais carolingien à l'origine, il est réaménagé plusieurs fois au cours du Moyen Âge; perdant son rôle de résidence féodale il devient un château de garnison à partir du XIVe siècle avant d'être transformé en prison au XVIIIe siècle. Le château sera finalement racheté par la ville de Mayenne en 1936. Des travaux d'aménagements débutés en 1993 découvrent des baies avec des voussures de style gallo-romain révélant la persistance d'une construction carolingienne sur plusieurs niveaux. Cette découverte de bâtiments civils ou militaires carolingiens conservés est extrêmement rare. Le site est déclaré Site archéologique d'intérêt national, et d'importantes fouilles sont menées, avant que le château ne devienne un musée.
Le château fait l’objet d’une inscription au titre des monuments historiques par arrêté 19 novembre 1927.

## Localisation
Le château se trouve immédiatement au sud-est de l'actuel centre-ville de Mayenne, dans le département français  de la Mayenne. Il occupe une position élevée au sommet d'un affleurement granitique situé en bas de la colline, et domine la Mayenne sur sa façade sud-est, l'éperon étant longé au nord par le ruisseau Danube qui alimentait les douves et qui est de nos jours souterrain et canalisé. Il avait notamment pour fonction de barrer une des routes menant du Maine en Bretagne, entre Alençon et Fougères.
Bâti sur les marches de Bretagne, comme le château de Laval, il était chargé de défendre le Maine face à la Bretagne, l'Anjou et la Normandie. Il fait ainsi face au château breton de Fougères. Les frontières avec la Basse-Normandie et la Bretagne n'étant qu'à 18 kilomètres au nord et 33 kilomètres à l'ouest, la position marginale de la ville a depuis longtemps contribué à son importance stratégique.

## Historique

### Époque carolingienne

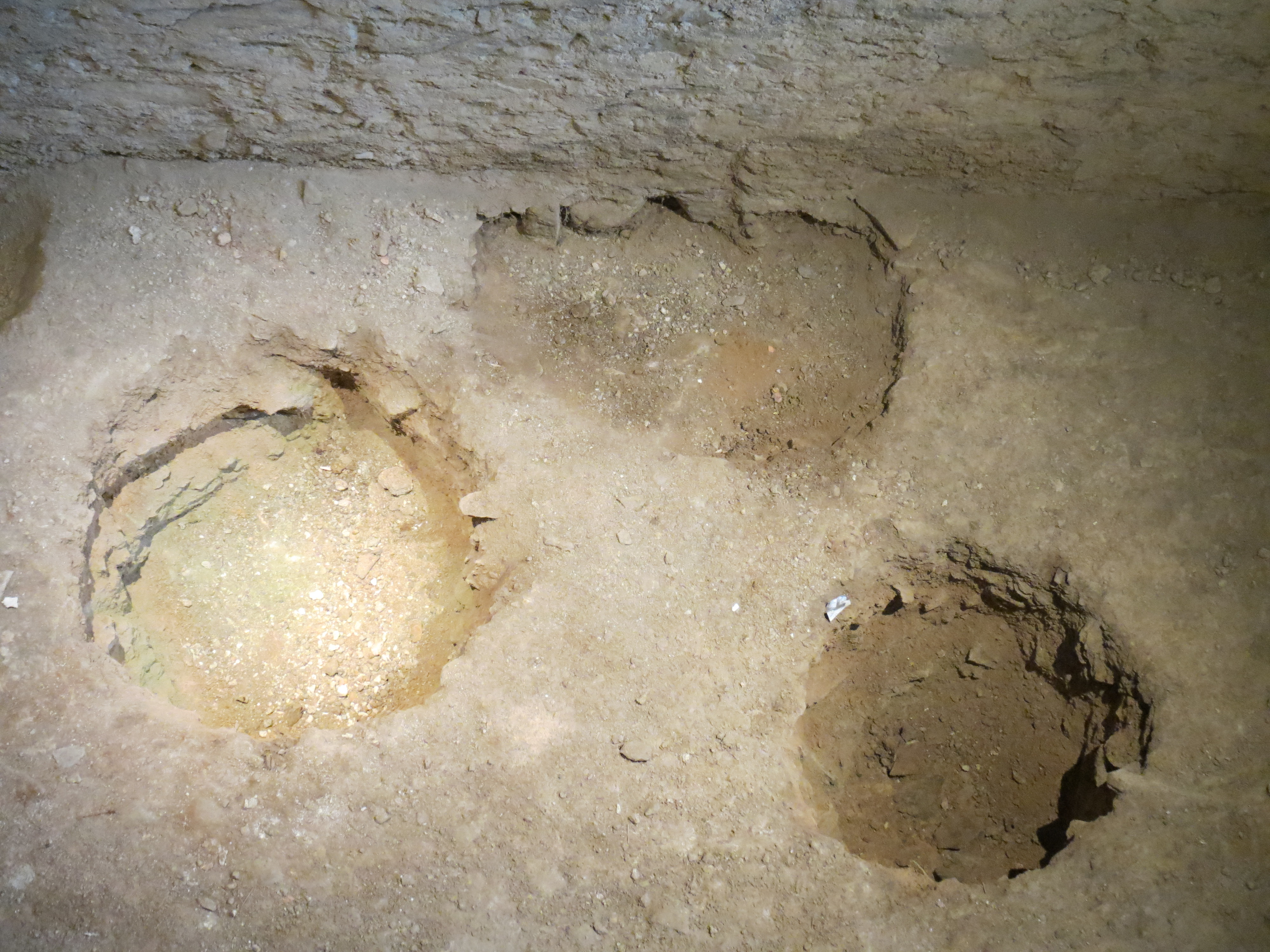
Des trous de poteaux, vestiges du premier château en bois.

L'éperon rocheux sur lequel se trouve le château a probablement été occupé pendant l'Antiquité tardive, car des fragments de poterie de cette époque y ont été découverts. Néanmoins, ils sont en trop faible quantité pour affirmer une occupation dense et durable.
Au VIIIe siècle, il est probable qu'un édifice de bois ait été construit sur cet éperon, notamment pour protéger un gué construit sur la Mayenne. Ce gué remplace un passage gallo-romain qui se trouvait au nord de la ville, au hameau de Saint-Léonard. Il s'agit d'une résidence noble en bois, d'au moins deux étages. Cet édifice primitif a disparu et il n'est visible qu'à travers quelques trous de poteaux.
Vers 778, il est fait mention d'une villa que Charlemagne rend aux évêques du Mans. C'est une mention très brève et peu précise, cette villa pourrait tout aussi bien être l'édifice construit sur l'éperon qu'une autre demeure luxueuse dans les alentours de Mayenne.
L'édifice en bois est reconstruit en pierre vers 900. Il comprend alors un logis rectangulaire à deux étages, avec une grande salle haute (aula), une tourelle d'escalier, et une tour carrée. Cette tour carré réutilise des grosses pierres provenant de la forteresse romaine de Jublains abandonnée depuis le Ve siècle ; Anne Bocquet et Jacques Naveau l'interprètent comme un symbole de transfert de pouvoir. Peu après, les remparts sont eux aussi refaits en pierre. La reconstruction du château a lieu après des attaques bretonnes contre le Maine entre 840 et 870. Les Marches de Bretagne sont alors contrôlées par Charles le Chauve, qui donne probablement le château aux premiers comtes du Maine.

### Époque des barons de Mayenne

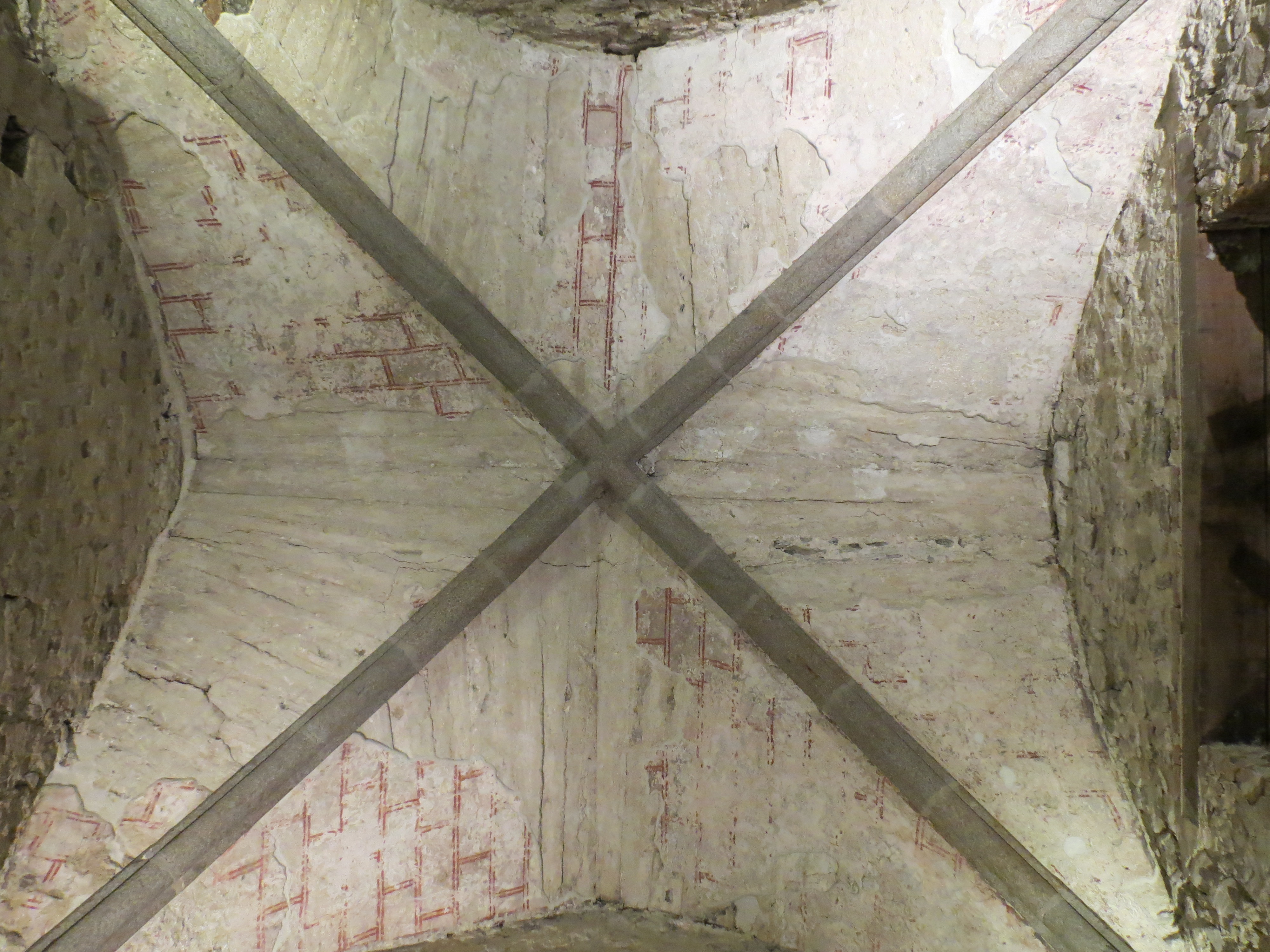
Les voûtes installées dans le logis au XIIIe siècle.

Le château n'est pas directement administré par les comtes du Maine, qui le laissent à une famille locale qui reçoit le titre de baron. Les barons s'approprient totalement le château vers 1040 et luttent contre Guillaume le Conquérant lorsque celui-ci envahit le Maine. En 1063, c'est tout le Maine qui tombe entre les mains du duc de Normandie, Guillaume II, au terme d'une difficile opération qui s'achève par le siège et la prise du château qui est incendié. Au XIIe siècle, le logis carolingien est augmenté d'un étage, un nouveau bâtiment résidentiel est construit dans la haute-cour et des portes en granite sont percées dans la tour carrée.
En 1206, le roi Philippe Auguste rattache le Maine au domaine royal, alors que la France s'oppose aux Plantagenêts qui possèdent notamment l'Angleterre, l'Anjou et l'Aquitaine. Le baron Juhel II de Mayenne soutient le roi et renforce ainsi son pouvoir, mais il meurt sans héritiers masculin en 1220. Son titre et son domaine passent à la maison d'Avaugour, puis à celle de Blois. Ses successeurs ayant d'autres possessions, ils résident rarement à Mayenne. Le château est néanmoins amélioré et embelli au cours du XIIIe siècle, avec la création d'une basse-cour, d'une muraille composée de tours et d'un châtelet d'entrée, la construction du donjon circulaire et la décoration du logis seigneurial.
À la fin du Moyen Âge, le château perd définitivement sa fonction résidentielle. Il conserve cependant un intérêt stratégique et une forge et un cellier sont construits dans la haute-cour. Pendant la Guerre de Cent Ans, les Anglais occupent le château à deux reprises. Une première fois de 1361 à 1364, puis de 1425 à 1448. Après cette date, il est réaménagé pour résister aux nouvelles techniques militaires, une terrasse d'artillerie et la tour du boulevard sont construites, des mâchicoulis et des canonnières sont ajoutés à plusieurs endroits.

### Époque moderne et contemporaine

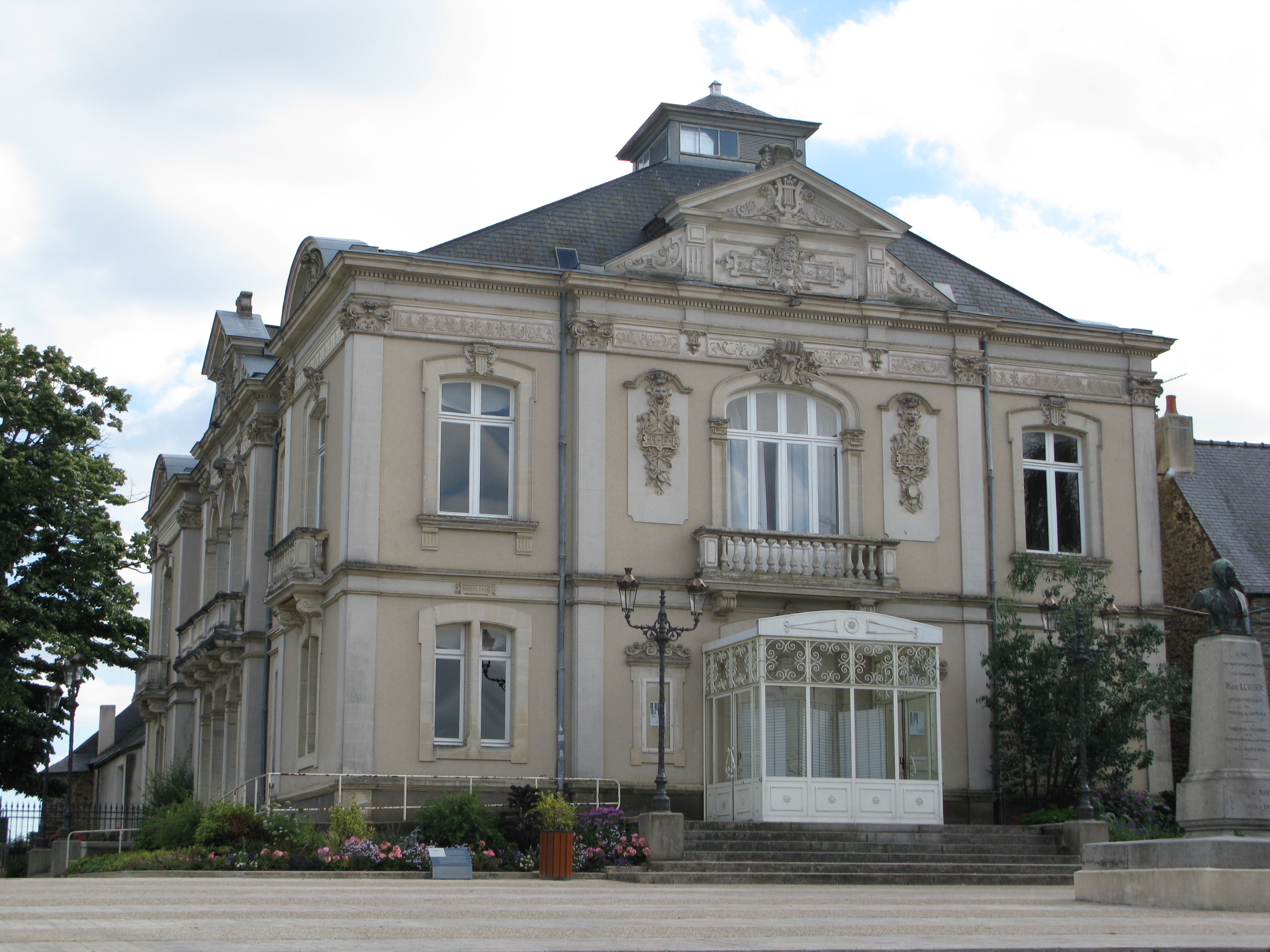
Le théâtre construit dans la basse-cour en 1890.

À la fin du XVe siècle le château et la ville passent à la maison de Lorraine. En 1544, la baronnie est élevée en marquisat, puis en duché en 1573, les seigneurs du lieu devenant « ducs de Mayenne ». Ce changement survient sous Charles II de Lorraine, le frère d'Henri Ier de Guise, grand opposant aux Huguenots pendant les guerres de Religion. À la mort d'Henri en 1588, Charles le remplace à la tête de la Ligue catholique et tente de renverser le pouvoir royal. Il est cependant défait par l'armée royale en 1595 et se soumet à Henri IV. Le château de Mayenne est quant à lui sous contrôle royal dès 1592.
Le château ayant perdu tout intérêt, ses tours sont démantelées en 1665 et l'ensemble est partiellement détruit à partir de 1695. Les tours sont arasées et des bâtiments de la haute-cour disparaissent. Le château devient une prison en 1745 et une halle aux toiles est construite dans la cour en 1775. La tour du boulevard accueille de son côté les mesureurs de toile. Un étang qui servait de douves à l'ouest du château est asséché en 1787.
Le château, qui a continué à accueillir des prisonniers pendant la Révolution, est acheté en 1815 par un particulier, Charles Desjardins. Celui-ci revend la halle aux toiles, la tour du boulevard et quelques bâtiments à la ville de Mayenne, et la prison au conseil général de la Mayenne en 1824. La capacité carcérale est augmentée par l'agrandissement du bâtiment principal en 1826. Les ouvertures et les toitures sont refaites, et un mur sépare la cour en deux, afin de délimiter l'espace des hommes de celui des femmes. Le grand escalier est achevé en 1825, et le tribunal de commerce est installé sur la tour du boulevard jusqu'en 1854. La halle aux toiles sert de théâtre avant d'être remplacée par une nouvelle construction en 1890.
En 1935, la prison est fermée et vendue à la ville de Mayenne, qui possède désormais l'intégralité du château.

### Découverte d'un château carolingien
Jusqu'en 1993, on supposait que le château de Mayenne avait été fondé au XIe siècle, époque où eut lieu le développement des seigneuries et qui vit naître, notamment, les châteaux de Laval et de Château-Gontier. Des travaux intérieurs, effectués en juillet 1993 sous le contrôle de Jacques-Henri Bouflet, architecte des Bâtiments de France, font apparaître des arcades en briques cachées sous les enduits. Ce mode de construction est inconnu au XIe siècle dans la région. Les premiers sondages archéologiques révèlent la possibilité d'une date plus ancienne, à savoir l'époque carolingienne (VIIIe – Xe siècle).
S'il existe de nombreux restes d'églises carolingiennes en Europe, les bâtiments civils ou militaires conservés de cette époque sont extrêmement rares. Le château de Mayenne qui a conservé trois niveaux érigés à cette époque, lui vaut d'être décrété « Site d'intérêt national ».
L'étude menée, de 1996 à 1999, par l'équipe d'Oxford Archaeological Unit et par l'Université du Maine confirme la datation carolingienne du château. En effet, le plus ancien bâtiment de pierres a été élevé vers l'an 900.
En 2000, la ville adopte un projet de mise en valeur des architectures carolingiennes découvertes dans le château. Ce projet inclut la renaissance du musée, consacré à l'histoire de la Mayenne, qui accueille une antenne du musée archéologique départemental. De cette découverte, naît l'idée de créer un espace muséographique consacré aux collections du Moyen Âge, qui ouvrira au cours du 2e semestre 2008. Le musée est intégré au Pays d'Art et d'Histoire avec les sites de Jublains, Évron, Sainte-Suzanne et Saulges.

## Description
Le château est le seul site archéologique d'intérêt national des Pays de la Loire, le château de Mayenne fait l'objet d'une étude menée depuis 1996 sur les maçonnerie en élévation. Érigé pour affirmer le pouvoir carolingien face aux Bretons et aux Normands, un palais, conservé sur trois niveaux, a progressivement été enserré dans des structures défensives, jusqu'à devenir un véritable château fort.
L'enceinte du XIIIe siècle flanquée de tours cylindrique borde encore en partie la terrasse sur laquelle la forteresse est bâti. Le donjon et le reste du château ont été rasés au XVIIe siècle.

### Aux alentours

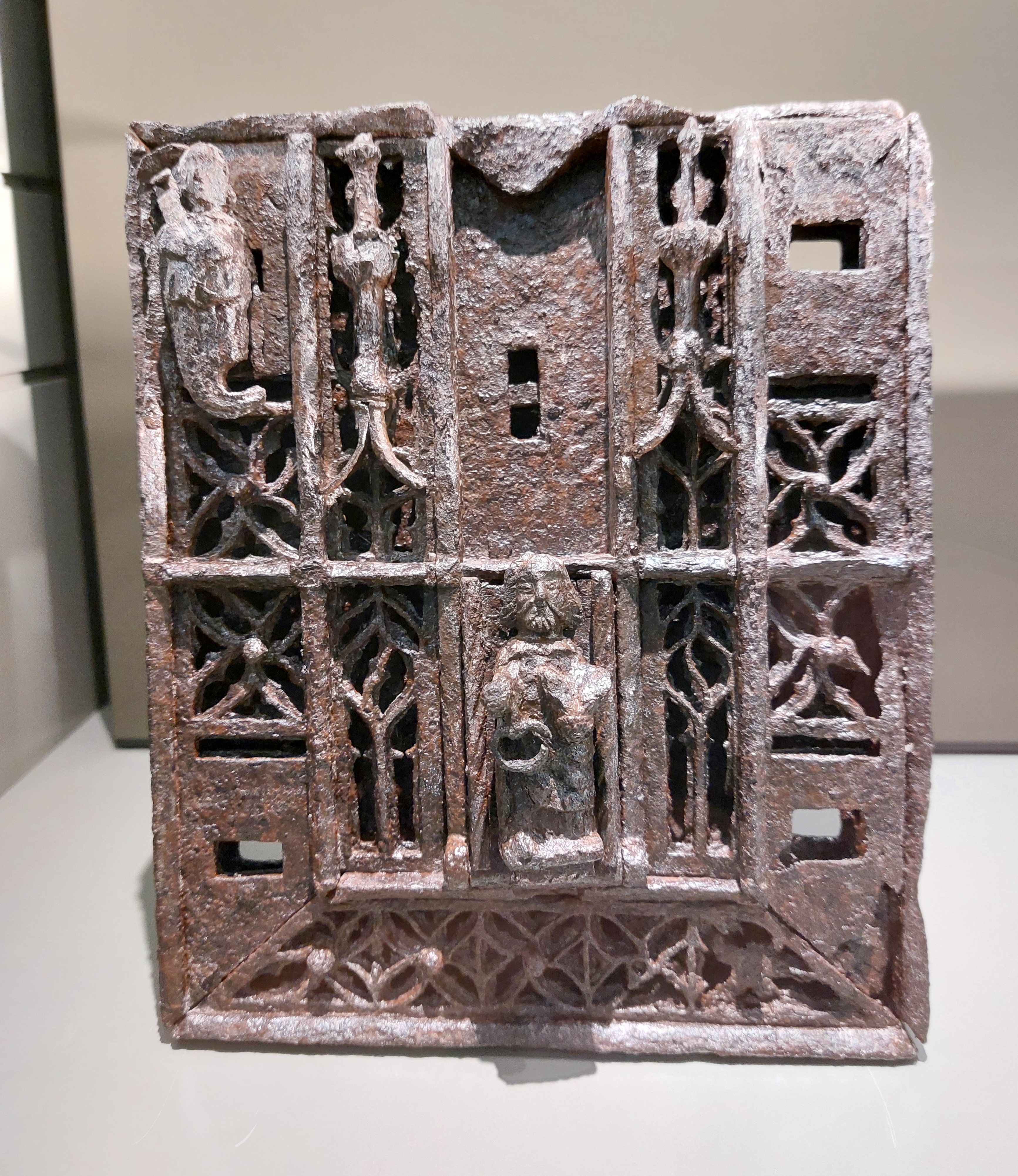
Cadenas au musée du château.

Dès le XIIIe siècle, est attesté aux pieds du château la présence de moulins sur la Mayenne. Ils seront détruits à la fin du XIXe siècle au moment des travaux de canalisation de la Mayenne.

## Musée du château de Mayenne
Le 21 juin 2008 la ville de Mayenne a ouvert un musée dans le château, dont l'architecte est Philippe Madec. En 2008, ce musée a accueilli 19 644 visiteurs. Les collections permanentes sont centrées sur les découvertes réalisées au cours des fouilles archéologiques du site.